# NGC 303
NGC 303 è una galassia lenticolare situata nella costellazione della Balena.
Fu scoperta nel 1886 da Francis Leavenworth.